# Clytia laxa
Clytia laxa är en nässeldjursart som beskrevs av John Fraser 1937. Clytia laxa ingår i släktet Clytia och familjen Campanulariidae. Inga underarter finns listade i Catalogue of Life.